# Odznaka „Za Zasługi dla Obrony Cywilnej”

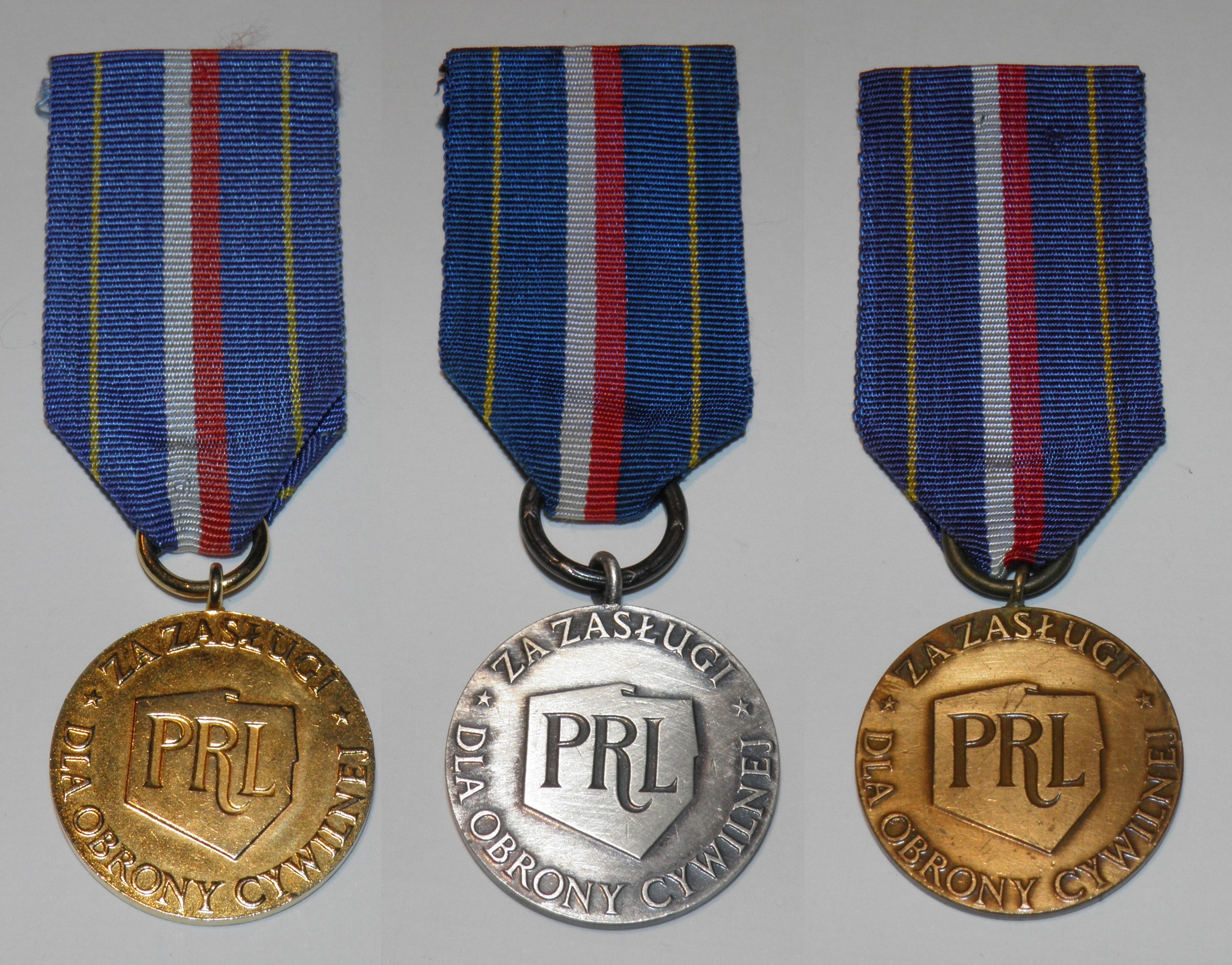
Odznaka złota, srebrna i brązowa

Odznaka „Za Zasługi dla Obrony Cywilnej” – polskie resortowe odznaczenie cywilne okresu PRL i III RP.

## Historia
Odznaka została ustanowiona 6 sierpnia 1976 przez Radę Ministrów jako zaszczytne wyróżnienie dla osób, które przyczyniły się do rozwoju i umacniania państwa.
Odznaka posiadała trzy stopnie: złoty, srebrny i brązowy.
Ewidencję nadanych odznak prowadził Inspektorat Obrony Cywilnej Kraju.
Nadawana była przez Prezesa Rady Ministrów, a od 1980 – przez Ministra Obrony Narodowej.
Odznaczenie zostało zniesione ustawą z 22 grudnia 2000 wraz z odznakami: „Za zasługi dla finansów PRL”, „Zasłużony Opiekun Społeczny”, „Za zasługi w zwalczaniu powodzi” i „Zasłużony dla ubezpieczeń społecznych”.

## Opis odznaki
Odznaka ma formę medalu w kształcie krążka o średnicy 30 mm, który jest patynowany na brąz, srebrzony-oksydowany lub pozłacany, w zależności od stopnia. Na awersie znajduje się rysunek konturowy granic państwa z literami PRL pośrodku, w otoku napis "ZA ZASŁUGI DLA OBRONY CYWILNEJ". Na rewersie umieszczono napis "OBRONA / CYWILNA / CHRONI / POMAGA / RATUJE". Dwa pierwsze wiersze napisu są wklęsłe, pozostałe zaś wypukłe. Odznaka zawieszona jest na wstążce ciemnoniebieskiej o szerokości 30 mm z paskiem biało-czerwonym o szerokości 7 mm pośrodku i dwoma cienkimi paskami złotymi o szerokości 1 mm każdy.